# Sainte Léa
Pour les articles homonymes, voir Lea.
Sainte Léa est une dame romaine, disciple de saint Jérôme († 384). Elle est née et morte à Rome en Italie. Elle est considérée comme sainte par l'Église catholique. Elle est fêtée le 22 mars.

## Biographie
Elle faisait partie de ces nobles dames admiratrices de saint Jérôme. Admirative, elle écoutait les leçons d'Écriture Sainte qu'il donnait à Rome. Devenue veuve, elle entra dans un monastère à Ostie dont elle devint la supérieure. Saint Jérôme lui consacra une lettre dithyrambique. 
Elle est commémorée le 22 mars selon le Martyrologe romain. 

« ... Léa instruisait ses moniales plus par l'exemple que par les discours ; elle avait changé ses précieux habits pour un rude cilice et ne mangeait que ce que mangeaient les pauvres qu'elle secourait. Son humilité était profonde et sincère, d'autant que, ayant eu une nombreuse domesticité à son service, elle voulut se considérer comme la servante de ses compagnes et encore plus la servante de Jésus-Christ... »

— D'après la lettre de saint Jérôme à Marcella - vie de sainte Léa, veuve.